# A Love Letter to You
A Love Letter to You — дебютный коммерческий микстейп американского рэпера Trippie Redd. Он был выпущен 26 мая 2017 года на лейблах TenThousand Projects и Caroline Distribution. Он состоит из 12 песен. Микстейп достиг максимальной позиции под номером 64 на Billboard 200.

## Продвижение
Главный сингл из микстейпа, называется «Love Scars», был выпущен 24 ноября, 2016 в SoundCloud. Песня была позже выпущена в iTunes.

## Отзывы
| Оценки критиков | Оценки критиков |
| Источник        | Оценка          |
| --------------- | --------------- |
| HotNewHipHop    | [ 5 ]           |

A Love Letter to You получил похвальные оценки от критиков за гармоничную подачу и разнообразие.

## Коммерческие показатели
A Love Letter to You достиг 64 строчки в чарте Billboard 200 27 января 2018 года и 32 строчки в Top R&B/Hip-Hop Albums. В марте 2018 микстейп заработал почти 300,000 альбомных эквивалентных единиц. 20 июня 2019 года микстейп был признан золотым Американской ассоциации звукозаписывающих компаний (RIAA), получив более 500,000 единиц, эквивалентных альбому в Соединенных Штатах.

## Список композиций
| №                   | Название                                                             | Продюсеры           | Длительность |
| ------------------- | -------------------------------------------------------------------- | ------------------- | ------------ |
| 1.                  | «Love Scars»                                                         | Elliot Trent        | 2:23         |
| 2.                  | «Rack City/Love Scars 2» (при участии Chris King и Forever Anti Pop) | 12Hunna DJ Flippp   | 2:35         |
| 3.                  | «Romeo & Juliet»                                                     | Goose the Guru      | 3:28         |
| 4.                  | «Deeply Scarred» (при участии UnoTheActivist)                        | 12Hunna             | 3:20         |
| 5.                  | «Blade of Woe» (при участии Famous Dex)                              | 12Hunna DJ Flippp   | 3:08         |
| 6.                  | «It Takes Time»                                                      | Goose the Guru      | 4:42         |
| 7.                  | «Poles 1469» (при участии 6ix9ine)                                   | Pi’erre Bourne      | 2:29         |
| 8.                  | «No Smoke No Smoke 1400 B.C. / Sauce» (при участии Pachino)          | Elf Beatz           | 2:27         |
| 9.                  | «Stoves On 14th \| Videoclip» (при участии Black Jezuss)             | Cesar P             | 2:20         |
| 10.                 | «Limitless» (при участии Lil Tracy и Rocket Da Goon)                 | DP Beats            | 4:00         |
| 11.                 | «Can You Rap Like Me?»                                               | P. Soul             | 2:42         |
| 12.                 | «Never Ever Land»                                                    | Peyote Beats        | 2:26         |
| Общая длительность: | Общая длительность:                                                  | Общая длительность: | 36:06        |

## Чарты
| Чарт (2017-18)      | Высшая позиция |
| ------------------- | -------------- |
| США (Billboard 200) | 64             |

## Сертификации
| Регион | Сертификация | Продажи |
| --- | ------------ | ------- |
| США (RIAA) | Золотой      | 500 000 |
| * Данные о продажах приведены только на основе сертификации. · ^ Данные о тиражах приведены только на основе сертификации. · Данные о продажах + прослушиваниях приведены только на основе сертификации. |              |         |